# Витилиго
Витилиго (на латински: vitiligo), познато и като левкодерма (букв. "бяла кожа"), е хронично кожно заболяване, проявяващо се при около 1% от хората. Симптомите му се изразяват в появата на светли петна по кожата, подобни на карта. Въпреки че патогенезата не е напълно изяснена, има доказателства, сочещи, че витилиго се причинява от комплексни автоимунни, генетични, хормонални и външни фактори, при които собствената имунна система атакува пигментните клетки (меланоцитите) в кожата, които умират или не могат да функционират, затова изчезва кожният пигмент меланин, съдържащ се в тях. Витилиго не е заразно заболяване и се проявява обикновено при провокиране от емоционални фактори или физически и химически травми върху кожата при хора, предразположени към развитието му.

## Развитие и симптоми
При развитие на витилиго обикновено първо се забелязват по кожата бели петна, подобни на карта. Те най-често се появяват първо на места с по-нежна кожа — в близост до лигавици, около устата, очите, половите органи, подмишниците, ноздрите, пъпа или по други места, където кожата е подложена на микротравми: лактите, коленете, китките и пръстите. Има много теории защо тези чувствителни участъци са по-засегнати — наличие на повече нервни окончания, повече потни жлези, поради костната структура и т.н.
Развитието и степента на депигментиране (обезцветяване) са индивидуални за всеки човек. В повечето случаи витилиго започва от съвсем малки площи кожа. С времето могат да се появят нови петна, а старите да увеличат размера си. При някои хора депигментираната кожа може да остане с непроменена площ в продължение на години и дори десетилетия, а след това изведнъж да се появят нови петна. Понякога участъците с витилиго могат внезапно да си възвърнат пигмента без каквото и да било лечение. Много хора с витилиго съобщават, че това се случва в една или друга част на засегнатата кожа. Макар че често витилиго прогресира бавно с времето, липсва закономерност в скоростта и степента на развитието му. Препоръчително е незабавно след първите симптоми на витилиго да се ограничат вредните фактори и да се потърси медицинска помощ.
Кожата при витилиго не променя структурата си по никакъв друг начин, липсват сърбеж и други физически симптоми. Възможни са обаче вторични ефекти, като лесно слънчево изгаряне на депигментираната кожа. Петната са по-забележими при изложените на слънцето участъци (лице, устни, ръце, крака, стъпала), тъй като контрастът между пигментираната и депигментираната кожа е по-голям.
Витилиго има три разновидности. Някои хора имат бели петна само на едно или няколко места по тялото си — фокусиран вид. При други хора витилиго се проявява само в определена зона на тялото — сегментен вид. При повечето хора депигментацията засяга различни части на тялото — общ вид витилиго. При последния вид често петната се разполагат симетрично в лявата и в дясната половина на тялото. Симетричните петна може да се развиват успоредно, но може и да не се появят едновременно, т.е. може да се появят първо от едната страна на тялото, а след известно време — от другата.
Понякога витилиго може да причини обезцветяване на космите на главата, миглите, веждите, брадата и окосмяването на половите органи. В много редки случаи се променя цветът на очите или пигментът на ретината.
След като меланинът изчезне от съответните участъци, там кожата условно става „бяла“, по-скоро бледо-розова, подобно на кожата на развилите албинизъм. Петната, макар и с неправилна форма, обикновено са ясно очертани, без наличие на плавен преход между тъмна и светла кожа. Поради това, особено при хора с по-тъмен естествен цвят на кожата, петната се открояват видимо.
Според някои лекари витилиго се класифицира като козметичен дефект, а не като заболяване поради липсата на други симптоми освен депигментирането на кожата. Въпреки това променената външност може да има отрицателен емоционален, психологичен и социален ефект.
Поради автоимунния си характер витилиго не е заразно, т.е. не може да се предава от човек на човек. Витилиго обикновено не се унаследява поради комплексния си характер и големия брой различни причини за появата, но според някои теории предразположението към него е наследствено.

## История
„Vitiligo“ е латинска дума: „viti“ идва от vitium — петно, белег; „ligo“ — „причина“. Най-общо „vitiligo“ се превежда като „причиняване на петна“. Предполага се, че витилиго съществува открай време, защото сходни състояния се срещат и при животните. Симптоми на витилиго са описани в Библията и в древни китайски и гръцки текстове.

## Разпространение
Около един-два процента от хората имат витилиго. В някои страни този процент е по-висок в зависимост от генетичните, географските и социалните фактори. При 95% от хората с витилиго то се появява преди 40-годишната им възраст, а най-често — между 10- и 30-годишна възраст. Това заболяване се среща сред всички раси, етноси и полове, дори на отдалечени острови, където популацията е напълно хомогенна.
Хората с установено автоимунно заболяване имат по-голяма склонност към развитие на витилиго, но данни за обратното не съществуват. Автоимунни заболявания са например хипер- и хипотиреоидизмът (увеличената / намалената щитовидна жлеза), кортикостероидната недостатъчност (недостатъчно произвеждане на хормона кортикостероид от надбъбречните жлези), олисяването, оплешивяването и злокачествената анемия (малкият брой червени кръвни клетки, причинен от недостиг на витамин В12).

## Теории за появата на витилиго
Меланоцитът (пигментната клетка) е специална клетка на човешкото тяло, която се намира в кожата и произвежда кожния пигмент меланин. Смята се, че в случаите на витилиго имунната система поради различни причини възприема погрешно собствените пигментни клетки като чужди тела и ги унищожава или отслабва работата им.
Има много теории относно появата на витилиго, но нито една не дава цялостен отговор. Специалистите са почти сигурни, че съществува генетична предразположеност към витилиго. Според различните хипотези витилиго може да се яви вследствие на множество фактори: автоимунни заболявания, оксидантен стрес (излишък на водороден пероксид), невротрофия (взаимодействие на меланоцитите с нервната система) и отрови (вещества, възникващи при произвеждането на меланин, които са отровни за меланиновите клетки). Механизмът включва прогресиращото разрушаване на отделни меланоцити, навярно цитотоксичните T-клетки (лимфоцити). В повечето случаи на витилиго се смята, че имунната система възприема собствените пигментни клетки като чужди тела и ги атакува. За основа на това автоимунно заболяване се сочат генетичните фактори.

### Оксидантен стрес
Една от новите теории сочи като причина на витилиго т.нар. оксидантен стрес — натрупването на водороден пероксид (H2O2) в кожата. Поначало това вещество се образува в резултат на естествен биологичен процес. Един ензим, наречен каталаза, разрушава водородния пероксид в кожата, превръщайки го във вода и кислород. Много хора с витилиго имат проблем с производството на ензима или с неговото достигане до кожата. Тоест витилиго е автоимунният отговор на оксидантния стрес. Вирусите и бактериите също произвеждат водороден пероксид и може би присъствието му в кожата отключва атака на имунната система срещу пигментните клетки.

### Генетични фактори и предразположеност
Повечето експерти смятат, че има генетично предразположение към витилиго. Въпреки това малко са семействата с повече от един човек с витилиго, тоест липсва категорично доказателство за наследствената обусловеност на болестта. Това, че други членове на семейството нямат витилиго, не означава, че гените не са отговорни. Това по-скоро сочи, че отговорните за витилиго гени са повече от един. Комбинацията от гени е критичният фактор, който под влиянието на определени стимули и състояния отключва болестта. Гените се наследяват в случайна подредба от двамата родители, така че само понякога ще са налице гените, отговорни за развитието на витилиго. Ако не се унаследи пълният набор от гени, вероятно няма да се развие витилиго, a при хората, които са наследили пълния набор гени са нужни описаните по-горе провокатори на болестта (стрес, травма, слънчево изгаряне и т.н.). При тези случаи витилиго може да се появи през няколко поколения.
Изследванията, занимаващи се с генетичните аспекти на витилиго, използват компютри и картографиране на гените, за да се разбере как генната терапия може да лекува витилиго. Проучванията на човешкия геном и неговото модифициране обаче са в твърде ранен етап, за да се очаква скорошно лечение на витилиго чрез генна терапия.
Има теория, според която предразположеността към витилиго е в резултат на някои дефекти на генната структура, увеличаващи вероятността от развитие на витилиго. Статистиката сочи, че около 20% от заболелите имат роднина с витилиго, съответно 80% от пациентите нямат роднина с това заболяване. Лекарите са единодушни, че не всеки с генетично предразположение към витилиго развива болестта. Макар пациент да има всички гени за витилиго, пълният набор вероятно няма да е налице при децата му, затова те обикновено не наследяват болестта.

### Потисната имунна система
Докато повечето случаи на витилиго са причинени от автоимунна атака срещу пигментните клетки, малка част от пациентите имат потисната имунна система. Много лекари смятат, че е възможно едновременното съществуване на потисната имунна система и автоимунно състояние.

### Други заболявания, свързани с витилиго
Витилиго само по себе си няма други прояви, но все пак има някои състояния, свързани с имунната система, които могат да се наблюдават при пациенти с витилиго, като например тиреоидизъм (разстройство на щитовидната жлеза), което често се проявява заедно с витилиго.

## Провокиращи фактори
Витилиго е заболяване, което често се появява след провокиране от различни фактори. Предпазването от тяхното вредно въздействие може да забави и предотврати по-широкото разпространение на белите петна. Най-често срещани рискови фактори:

### Стрес
Психическите травми и тежките емоционални състояния често отключват развитието на болестта. Своевременната компетентна помощ и преодоляването на стресовите състояния може да окаже благотворен ефект върху лечението на витилиго. Витилиго често носи допълнително психическо напрежение поради своята видимост от околните.

### Наранявания и други физически и химически въздействия
Удрянето и нараняването на кожата, изгарянето и т.н. могат да провокират витилиго, поради което следва да се избягват. Някои химикали, вкл. обикновени фотографски или други промишлени химикали или други промишлени химикали, могат да отключат развитието на витилиго, ако е налице предразположение към заболяването. Ако витилиго вече е развито, необходимо е да се ограничат максимално агресивните вещества, влизащи в съприкосновение с кожата.

### Слънце
Прекомерното излагане на слънце може да доведе не само до изгаряне, но и до поява на витилиго при податливите към това заболяване. Ако витилиго вече е налице, излагането на слънце може да задълбочи проблема. Популярно е схващането, че слънчевите бани помагат при витилиго, но най-често това се оказва погрешно и води до задълбочаване на степента на развитие, тъй като в засегнатата кожа липсва естествената меланоцитна защита от ултравиолетовите лъчи. Слънчеви бани при витилиго са допустими само след взимане на мерки за безопасно излагане на слънчева светлина: ограничено времетраене в часове с по-слаба слънчева светлина, нанасяне на слънцезащитен крем с най-висок фактор и/или препарат, стимулиращ производството на меланин, и периодично лекарско наблюдение.

## Диагностициране
Ако лекар предположи наличие на витилиго, той обикновено първо задава въпроси за медицинската история на пациента. Важно е да се установи дали пациентът е получавал обриви, слънчеви изгаряния или други травми по кожата два-три месеца преди появата на депигментацията, преживял ли е някакъв стрес, дали е страдал от някакви други болести, дали косата му побелява преждевременно (преди 35 г.), имало ли е в семейството витилиго. Лекарят трябва също да знае дали пациентът или член на семейството му са имали някога някакво автоимунно заболяване или чувствителност към слънцето. Лекарят ще прегледа пациента, за да изключи други възможни заболявания. Може да бъде взета малка проба (биопсия) от засегнатата кожа. Също така може да се направят изследвания на кръвта, за да се установи статусът на кръвните клетки и работата на щитовидната жлеза. Лекарят може да освети кожата със специална светлина, за да установи витилиго. В някои случаи е възможно да се направят допълнителни изследвания за очни възпаления и кръвен тест с цел установяване на други автоимунни разстройства.

## Лечение

### Общ преглед
Витилиго обикновено се лекува трудно и най-често безрезултатно. Предложени са множество терапии, но засега няма сигурно лечение. Затова лекарите опитват различни подходи при един пациент, докато установят кой метод работи най-добре при него.
Най-често прилагана е т.нар. терапия PUVA и стероидните кремове, които са класически методи за лечение. Прилагат се също облъчване с късовълнови ултравиолетови лъчи, лазер, третиране с крем Псевдокаталаза, присаждане на кожа, пигментна трансплантация, локална псораленна терапия, имуномодулатори.

### Време за лечение
Резултатите при лечението варират при различните хора и терапии. Понякога се появяват резултати още след три-шест месеца. Друг път резултати може да няма дори след осем месеца. При използване на имуномодулатори някои пациенти забелязват резултат още след един-два месеца; при други пациенти е нужно повече време. Практиката показва, че в повечето случаи се наблюдават резултати след три-шест месеца от което и да било лечение. Цялото лечение може да продължи повече от две години.

### PUVA
PUVA е един от по-старите методи за лечение на витилиго, основан на вещества, наречени псоралени. Оралната терапия PUVA (при която лекарствата се поемат през устата) се прилага при хора, които имат по-обширно витилиго (повече от 20% от кожата) и при пациенти с непоносимост към локално лечение. Оралната терапия PUVA не е препоръчителна за деца под 10 години, понеже носи риск от вреда за очите (развиване на очно перде). При нея пациентите приемат предписана доза псоралени през устата около два часа преди излагане на изкуствена ултравиолетова светлина или на слънчева светлина. Лекарят регулира времето за излагане на такава светлина, понеже кожата се зачервява. Лечението се провежда два-три пъти седмично, но никога в последователни дни. Пациентът трябва да избягва пряката слънчева светлина 24 часа след процедурите и трябва да носи слънчеви очила. Чести странични ефекти са слънчевите изгаряния и стомашни неразположения, причинени от псораленовите таблетки. Повечето пациенти смятат, че ако се нахранят с малко по-тежка храна преди вземането на таблетките (хамбургер, пържени картофи, сладолед), намаляват или елиминират стомашното неразположение. За пациенти с непоносимост към терапията PUVA се препоръчва PUVA-SOL. В тези случаи лекарят може да назначи прилагането на псоралени да става заедно с излагане на естествена слънчева светлина.

### Стероидени кремове
Стероидните кремове носят търговски имена като Elocon, Ultravate, Cyclocort, Descort, Pramasone и Tridesilon. Ако наставката на края на името на дадено лекарство завършва на -ate, -one или -cort, то най-вероятно съдържа стероид или производно на стероид. Срещат се и други наименования на стероидни кремове. Макар че все още не е напълно изяснено дали стероидите могат да помогнат за репигментацията на кожата, ако започнете лечение в началото на заболяването, може да има нужда петната да се третират по този начин.
Кортикостероидите са група лекарства, подобни на хормоните, произвеждани от надбъбречните жлези (кортизон). Лекарите често предписват леки кортикостероидни кремове за деца под 10 г. и по-силни — за възрастни пациенти. Пациентите трябва да мажат засегнатата кожа поне три месеца, преди да се появи резултат. Това е просто и безопасно лечение, но е по-малко ефективно от други методи. Лечението трябва да се провежда непрекъснато и да се следи внимателно, понеже стероидите могат да изтънят и увредят кожата. Щателно се следи за странични ефекти, като свиване на кожата или поява на стрии (разтягане на кожата). Именно поради страничните ефекти стероидните кремове не се прилагат продължително.

### Локална псораленова терапия
Локалната псораленова фотохимиотерапия често се прилага при хора с малък процент засегната кожа (под 20%). Тя е приложима също за деца над двегодишна възраст, както и при локални петна от витилиго. Лечението се извършва в лекарския кабинет, като кожата се осветява с ултравиолетова светлина един-два пъти седмично. Лекарят или медицинската сестра намазва кожата с псоралени половин час преди излагането на ултравиолетова светлина. Светлината периодично се обръща, така че да освети всички засегнати кожни участъци; прилага се до порозовяването на кожата. В продължение на няколко седмици лекарят постепенно увеличава дозата ултравиолетова светлина. Постепенно розовата кожа започва да придобива нормалния си цвят. Остатъкът от лекарството се измива след процедурата. Двата основни потенциални странични ефекта на псораленовата терапия са слънчевите изгаряния и мехури, както и твърде силното потъмняване на лекуваната кожа (хиперпигментация). Те обаче са временни ефекти и отшумяват след прекратяване на лечението.

### Имунопотискаща терапия
Protopic immunomodulator (Tacrolimus) е продукт за локално потискане на имунната система в третираните кожни участъци. Protopic е паста, произведена от Fujisawa Pharmaceuticals (Япония). Пастата показва успех при много хора. Protopic се предписва при умерени до тежки дерматити (екзема). Обикновено указанието не посочва точно витилиго. При повечето пациенти пастата се прилага два пъти дневно. Повечето лекари препоръчват и излагането на слънчева светлина няколко пъти седмично, евентуално в комбинация с късовълнова ултравиолетова светлина. Protopic е в две разфасовки: 0,03% е по-леката, а 0,1% е по-силната.
Пастата Protopic immunomodulator се произвежда от редки почвени бактерии, които се намират в планината Цукуба на остров Хоншу (Япония). Тези бактерии имат уникалната способност да потискат имунната система. Наличието на автоимунно заболяване обяснява връзката на собствената имунна система с витилиго. Protopic възпира имунната система да атакува пигментните клетки, като по този начин те успяват да се възпроизведат. Важно е, че препаратът не се абсорбира в кръвоносната система и изобщо в тялото, затова въздействието му остава сравнително локализирано. Засега препаратът е одобрен само за прилагане при екзема (не за витилиго), но много пациенти съобщават за добри резултати при витилиго, въпреки че няма официални проучвания.  Лекарите по своя преценка предписват Protopic, макар все още лекарството да няма призната спецификация за лечение на витилиго. Продуктът може да бъде доста скъп. Месечното лечение струва около петдесет-сто долара.
Elidel, Aldara и Imiquimod, подобно на Protopic, са имуномодулатори или имунопотискащи препарати. Elidel е продукт, наречен Pimecrolimus, който е подобен на Protopic и се използва под формата на крем. Повечето пациенти предпочитат кремообразната форма, която не е толкова мазна, но тя все още не е толкова ефективна, понеже е в процес на разработка. Aldara (Imiquimod) е друг имунопотискащ крем, който показва положителни резултати при витилиго.
Pseudocatalase, за краткост наречен Pcat, е още една възможност при витилиго. Това е крем, който се прилага два пъти дневно, като е замислен да намали съдържанието на водороден пероксид в кожата, чиито високи нива вероятно причиняват витилиго. Този крем създава в кожата по-добра среда за меланоцитите и кератиноцитите, спомага за по-голямата функционалност на меланоцитите в епидермиса. Pseudocatalase обикновено се прилага заедно с късовълнова ултравиолетова светлина. Pseudocatalase не прави кожата по-чувствителна към слънцето и не предизвиква усложнения при прилагането на късовълнова ултравиолетова светлина. Pseudocatalase се предлага от Грайфсвалдския университет в Германия и от Северозападния университет в Чикаго.
Има спор относно Pseudocatalase. Препаратът е разработен от Карин Шалротер (Karin Schallreuter) — немска лекарка, която работи с два изследователски екипа на Брадфордския университет в Йоркшир (Англия) и Грайфсвалдския университет в Германия. Патентът за Pseudocatalase е вероятно продаден на Steifel Labs от Флорида (САЩ) в замяна на сериозна поддръжка за изследователския проект. До 1998-1999 г. Pcat е на разположение само на д-р Шалротер. Но Steifel дава право на Северозападния университет да започне производство на лекарството в САЩ. Д-р Шалротер обаче обявява, че Северозападният университет не произвежда идентична на нейната формула: липсва един компонент, така че техният продукт не действа толкова добре, ако изобщо действа. Много пациенти, които използват и двата продукта, заявяват, че американският продукт е по-тежък за прилагане, като европейското лекарство е по-добро. Въпреки това някои пациенти твърдят, че репигментация не е започнала, докато не са опитали продукта на Северозападния университет. Макар че проучванията все още продължават, споровете не спират. Двата екипа са стимулирани да работят заедно и продължават да комуникират, но д-р Шалротер казва, че те все още не си сътрудничат.

### Късовълнови ултравиолетови лъчи
Късовълновата ултравиолетова светлина е относително нова технология за лечение на витилиго. В миналото лекарите в прилагането на PUVA са използвали дълговълнова ултравиолетова светлина, но за мнозина страничните ефекти са непоносими. Късовълновата ултравиолетова светлина решава проблема с продължителното излагане на ултравиолетова светлина. Кожата се излага само на късовълнови ултравиолетови лъчи (от диапазона 311–312 нанометра, който притежава повечето благотворни компоненти на слънчевата светлина), а ненужното излагане на безполезно ултравиолетово лъчение се избягва. Така се постига сериозно намаляване на страничните ефекти, които ултравиолетова светлина предизвиква. Затова все повече лекари избират този метод, а дори вече са на разположение и домашни системи за лечение.

### Лазерна технология
Ratokderm е лазерна технология за лечение на витилиго, която е на разположение само в Милано (Италия). Много хора намират техния уебсайт случайно, тъй като тяхната компания притежава домейна . Ratokderm се основава на употребата на лазерен лъч от късовълнови ултравиолетови лъчи. От компанията казват, че тази технология позволява на пациентите да прекратят приема на препарати. Кожата се обработва с лазера петно по петно, като така се избягва вредната ултравиолетова светлина. Това лечение фактически е идентично на американския Excimer Laser.
Ексимерният лазер е базиран на силно концентриран лъч от ултравиолетова светлина, насочена към петната от витилиго, без да се засяга пигментираната кожа около тях. Проучването на д-р Джеймс Спенсър от Mt. Sinai Hospital в Ню Йорк сочи, че този метод има преимуществата на немедикаментозното лечение и фактически е без странични ефекти (комисията по храните и лекарствата на САЩ е преценила, че това лечение е твърде скъпо в сравнение с другите методи и често здравната застраховка не покрива разходите за тази терапия, предлагана от много дерматолози). Търговският продукт се нарича Xtrac Laser на компанията Photomedex, намираща се в Пенсилвания (САЩ). Много пациенти са останали доволни от него.
Освен тези две фирми, предлагащи лечение с ултравиолетовата светлина, има и други производители на такива апарати, като BClear™ на фирмата Lumenis.

### Козметико-фармацевтични препарати
Въпреки че все още не са на пазара, някои компании работят върху продукти, които са отчасти козметични, отчасти фармацевтични. Тези продукти са в процес на разработка и проучвания. Способстват развиването на здрави меланоцити, които да доставят меланин в кожата. Стимулирането на меланоцитите и производството на меланин може да се превърне в нова технология за слънчев тен — една многомилионна индустрия, която да разчита на фармацевтичното пигментиране, а не на солариумите. Така някой ден тези препарати може би ще помогнат за бързото лечение на витилиго.

### Присаждане на кожа
При този метод лекарят взема нормално пигментирана кожа от една част на тялото и я присажда в друга част на тялото. Този тип процедури понякога се прилагат при пациенти с малки петна от витилиго. Има вероятност от няколко усложнения — инфекция, белези и неравности по кожата. Присаждането на кожа работи добре при някои пациенти, но отнема време и е скъпо.

### Трансплантация на пигментни клетки
При тази процедура лекарят взема пигментни клетки от пациента и ги поставя в съд със специален разтвор. След като тези клетки се размножат, те се трансплантират на същия пациент в участъците с депигментирана кожа. Тази технология е нова и е в експериментален стадий.

### Депигментация
Депигментацията е метод, при който се премахва пигментацията в участъците от кожа, останали незасегнати от витилиго, т.е. кожата с витилиго и здравата кожа придобиват напълно равномерен светъл цвят, подобно на кожата на хората, имащи албинизъм. За пациенти с над 50% витилиго депигментацията е добра възможност за лечение. Извършва се с препарата Benoquin, съдържащ монобензилетер на хидрохинона, наречен още монобензон. Пастата се прилага два пъти дневно в нормално пигментираната кожа, незасегната от витилиго. Поне два часа след намазването пациентите трябва да избягват контакта с други хора. Главен страничен ефект е зачервяването и подуването на кожата. Възможни са поява на сърбеж и суха кожа.

### Труднолечими кожни участъци
Някои части на тялото (ръцете, стъпалата и някои части от скалпа) се лекуват по-трудно от други участъци. Броят пациенти с витилиго, които имат светли петна по половите органи, е значителен (около 25%–40%), а това може да причини намалено самочувствие и проблеми в сексуалния живот. По принцип всички видове лечение са приложими и в областта на половите органи, но все пак прилагането на някои кремове трябва да става внимателно, за да се избегне евентуална инфекция на уретрата или вагината. По-голям риск за очите може да възникне от лечението с ултравиолетова светлина. Преди такова лечение задължително се правят пълни изследвания при очен лекар. При ултравиолетова терапия много пациенти предпочитат да носят специални тъмни очила по време на процедурите.

## Натурални, традиционни и алтернативни терапии
Понякога витилиго се третира със средствата на натуралната и алтернативната медицина. За хомеопатията, холистичната медицина, акупунктурата и някои традиционни медицински практики също често се твърди, че лекуват витилиго. Въпреки спорния и недоказан ефект от алтернативните терапии те често се търсят от хора с витилиго. Макар че някои пациенти твърдят, че са намерили подобрение чрез тези методи, липсват категорични доказателства за положителното им въздействие, извлечени от сериозни медицински проучвания. Част от подобренията могат да се обяснят с плацебо-ефекта, а други — с активните вещества, съдържащи се в използваните билки.
Терапии, основани на натурални продукти (витамини, антиоксиданти, растения и техни извлеци) с общоукрепващо въздействие, повлияват благотворно и витилиго и не се отхвърлят от класическата медицина. Някои лекари, наред с предписването на комплекс от витамини, минерали и натурални продукти, предписват и лечение на нервната система срещу стреса. Целта е да се повлияе на витилиго чрез елиминиране на провокиращите фактори и засилване на естествените възстановителни сили на организма.

### Витамини
Някои разработки описват ползата от витаминни добавки при лечението на витилиго. Нивата на фолиевата киселина, витамин В12 и витамин С са ниски при някои изследвани пациенти с витилиго. Добавянето на големи количества фолиева киселина (1–10 мг на ден) едновременно с витамин С (1 г на ден) и мускулни инжекции витамин В12 (1000 mcg на всеки две седмици) може да предизвика репигментация при някои хора. Приемането през устата на фолиева киселина (10 мг на ден) и витамин В12 (2000 mcg на ден), комбинирано с излагане на слънце, в много случаи дава резултат при репигментацията след три-шест месеца. 
Някои пациенти заявяват, че когато се използва комбинация от излагане на слънце и локално (външно) третиране с витамин D, може да се наблюдава репигментация при витилиго. Не е известно дали витамин D като хранителна добавка влияе на витилиго. Някои експерти са посочили случаи, при които тази терапия е причинила изостряне на витилиго.

### Антиоксиданти
Някои терапии залагат на опита да се намалят свободните радикали в кожата. Свободният радикал е атом или група от атоми, която има поне един несвързан електрон и поради това е нестабилна или високо реактивна. В животинските тъкани свободните радикали могат да увредят клетките и да ускорят разрастването на рака, сърдечно-съдовите болести и др. Антиоксидантите са вещества като витамин Е, витамин С и бета каротина, които предпазват клетките от увреждащия ефект на окисляването. На българския пазар се продава продукта Vitix (гел и таблетки), съдържащ екстракт от пъпеш, за който производителите му твърдят, че повлиява развитието на витилиго. Много потребители обаче твърдят, че въобще не им е повлиял.

### L-Phenylalanine
Аминокиселината фенилаланин се използва за лечението на витилиго заедно с излагането на слънце или с терапия с ултравиолетово лъчение. Препаратът не е фототоксичен и не прави кожата чувствителна към слънцето. Лекарите предписват тази добавка да се приема през устата или под формата на локално нанасян крем или гел. Когато се взема през устата, препоръчителната доза е приблизително 50 мг на килограм телесна маса за ден.

### Sinvitil /Dermabest
Синвитил е природен местен продукт, който някои хора използват и който съдържа витамини, растителни добавки и антиоксиданти. Някои хора съобщават, че Синвитил им помага да възстановят пигментацията. Други не съобщават за липса на резултати дори след месеци лечение. Синвитил е гел, който съдържа растителни масла и стимулира пигментацията. Другите му съставки са дестилирана вода, глицерин, карбоксиметилцелулоза (производно на целулозата, използвано в производството на храни като стабилизиращ и емулгиращ агент, а в медицината — като слабително), камфор, ментол и катон (консервант).

### Melagenina
Melagenina e кубински лосион, предназначен за репигментация при витилиго и други видове депигментации. Представлява екстракт от човешка плацента в петдесетпроцентен хидроалкохолен разтвор. Лосионът е за външна употреба върху засегнатите участъци, като намазването става само с пръсти, без тампон или памук. Кожата се обработва три пъти дневно и навлажнената с лосиона кожа се излага за 15 минути на пряка слънчева или инфрачервена светлина един път дневно. Според производителя препаратът няма странични ефекти.

### Мъртво море
Водата на Мъртво море е богата на соли и минерали. Няколко клиники там предлагат дерматологично лечение и някои пациенти твърдят, че се е отразило благоприятно на тяхното витилиго.

### Растения и растителни продукти
Много популярна е хранителната диета, включваща голямо количество пресен магданоз (не по-малко от една връзка дневно). Магданозът съдържа псоралени  — същите вещества, които се използват в терапията PUVA. Други храни, богати на псоралени, са смокините и целината.
Екстрактът от листа на маслина често се обявява за природен антибиотик. Смята се за мощен антиоксидант, поради което се използва и за външно третиране на кожа, засегната от витилиго.

## Слънцезащита, козметика и грим

### Грим и прикриване на витилиго
Има много продукти, които осигуряват козметично прикриване на витилиго. Някои хора предпочитат традиционен водоустойчив грим, създаден за всеки тип кожа, който може да бъде поставян и само на петната. Въпреки че са водоустойчиви, те не са винаги устойчиви на триене.
Други хора предпочитат пигментираща козметика (наричани „продукти за тен без слънце“), които са както водоустойчиви, така и устойчиви на триене и траят няколко дни. Тези продукти потъмняват цялата кожа — както светлите, така и нормалните участъци. Нанасянето им върху цялото тяло може да не прикрие успешно петната. Въпреки това много хора използват тази козметика.
Експерти препоръчват на хора с витилиго да избягват бои за коса и обезцветители: такива продукти могат да отключат или обострят витилиго, тъй като те съдържат производни на фенола. Боите за коса, които не съдържат фенол и негови производни, се смятат за безопасни.
Някои пациенти татуират участъците, засегнати от витилиго. Светлите участъци се татуират равномерно с пигменти с цвят, близък до този на естествената кожа, което улеснява маскирането на петната.

### Слъцезащитни продукти
Винаги е добре хора с витилиго да използват слъцезащитни продукти, когато прекарват повече от няколко минути на слънце. Слънцезащитните продукти предпазват и местата, незасегнати от витилиго, от почерняване, като така помагат да се избегнете контрастът между зоните с тъмен и светъл тен. Някои лекари смятат, че кратковременното излагане на слънце, обикновено от 5 до 15 минути няколко пъти седмично, може да бъде полезно при лечението на витилиго.
Подходящи са слънцезащитни продукти с най-висок фактор (от 30 до 50+), които предпазват от по-широк спектър от ултравиолетовата светлина и са хипоалергични. Обикновено това са продуктите за бебета и деца. Също така в дни със силна слънчева светлина се препоръчва носенето на широки шапки и тъмни очила. Особено в часовете от 10 до 16 ч. трябва да се избягва продължителното излагане на пряка слънчева светлина.

## Емоционално, семейно и социално въздействие
Промяната на външността, причинена от витилиго, може да окаже влияние върху психиката и да създаде трудности в различни ситуации в професионалния и социалния живот. Хората с витилиго могат да преживеят емоционален стрес, особено ако витилиго се появи по половите органи или открити части на тялото — лицето, ръцете и краката. Младежите, които често са особено загрижени за външния си вид, могат да се почувстват съкрушени от широко разпространило се витилиго. Някои от хората с витилиго се чувстват объркани, засрамени, потиснати или загрижени за реакцията на околните.
Съветването с терапевт или други хора със същото заболяване може да помогне за увеличаване на самоуважението и за решение на емоционалните и социалните проблеми. На хората с витилиго се препоръчва да продължат нормалния си социален живот, като не се притесняват да разясняват открито за състоянието си при проява на интерес или любопитство.
Проблемите, касаещи взаимоотношенията с интимен партньор, са едни от най-важните социални проблеми, които съпътстват витилиго. Хората с витилиго често се притесняват, че повече няма да бъдат привлекателни за своите партньори или съпрузи. Тъй като много хора с витилиго имат светли петна по половите органи и по други ерогенни зони на тялото, този страх е разбираем. В действителност обаче партньорите на хора с витилиго най-често не се притесняват от него.